# ۱۲۰ (عدد)
۱۲۰(صد و بیست) یک عدد طبیعی است که بعد از ۱۱۹ و قبل از ۱۲۱ قرار دارد.